# Daddy's Home (세인트 빈센트의 음반)
“Daddy's Home”은 미국의 음악가 세인트 빈센트의 여섯 번째 정규 음반으로, 로마 비스타 레코딩을 통하여 2021년 5월 14일에 발매가 될 예정이다. 2017년에 발표한 전작 “Masseduction”과 마찬가지로 세인트 빈센트는 잭 안토노프와 함께 노래를 만들었다. 2021년 3월 5일 Pay Your Way in Pain을 발매하였다. 음반은 세인트 빈센트의 아버지가 2019년 말 감옥에서 출소한 이야기와 1970년대 뉴욕의 음악적인 이야기를 담고 있다.

## 트랙 리스트
트랙리스트는 애플 뮤직에서 발췌하였다.
| #            | 제목                        | 작사·작곡                 | 재생 시간 |
| ------------ | --------------------------- | ------------------------- | --------- |
| 1.           | 〈Pay Your Way in Pain〉    | Annie Clark Jack Antonoff | 3:03      |
| 2.           | 〈Down And Out Downtown〉   | Clark                     | 3:42      |
| 3.           | 〈Daddy's Home〉            | Clark Antonoff            | 3:19      |
| 4.           | 〈Live In The Dream〉       | Clark                     | 6:29      |
| 5.           | 〈The Melting Of The Sun〉  | Clark                     | 4:17      |
| 6.           | 〈Humming (Interlude 1)〉   | Clark                     | 0:57      |
| 7.           | 〈The Laughing Man〉        | Clark Antonoff            | 3:25      |
| 8.           | 〈Down〉                    | Clark Antonoff            | 3:26      |
| 9.           | 〈Humming (Interlude 2)〉   | Clark                     | 0:28      |
| 10.          | 〈Somebody Like Me〉        | Clark                     | 3:53      |
| 11.          | 〈My Baby Wants A Baby〉    | Clark Florrie Palmer      | 3:20      |
| 12.          | 〈...At The Holiday Party〉 | Clark Antonoff            | 4:17      |
| 13.          | 〈Candy Darling〉           | Clark                     | 1:55      |
| 14.          | 〈Humming (Interlude 3)〉   | Clark                     | 0:38      |
| 총 재생 시간 | 총 재생 시간                | 총 재생 시간              | 43:09     |

## 크레딧
크레딧은 브루클린비건에서 발췌하였다.
음악가
- 세인트 빈센트
- 잭 안토노프
- 시안 리오던
- 토머스 바틀렛
- 에반 스미스
- 샘 KS
- 그렉 레이즈
- 대니얼 하트
- 마이클 레온하드
- 린 피드먼트
- 케냐 해서웨이

프로듀서 및 엔지니어
- 애니 클라크 - 프로듀싱
- 잭 안토노프 - 프로듀싱
- 로러 시스크 - 녹음
- 시언 리오던 - 믹싱
- 크리스 게링거 - 마스터링